# عبدالحمید الکوثری
عبدالحمید الکوثری (عربی: عبد الحميد الکوثري؛ زاده ۱۷ مارس ۱۹۹۰) یک بازیکن فوتبال اهل مراکش است که در پست مدافع بازی می‌کرد.
وی همچنین در تیم ملی فوتبال مراکش بازی کرده است.